# Mistaken Point Økologiske Reservat
Mistaken Point Økologiske Reservat er et canadisk vildmarksnaturområde, der ligger på den sydøstligste spids af Avalon-halvøen på Newfoundland i Newfoundland og Labrador-provinsen. I området finder man Mistaken Point-formationen, hvor der er fundet fossiler fra ediacarium; fossilerne stammer fra de ældste flercellede livsformer på Jorden. Reservatet indeholder et af de mest righoldige og velbevarede samlinger af prækambriske fossiler, der findes.

## Geografi
Mistaken Point er et lille forbjerg på Avalon-halvøen, og det har sit navn fra de mange fatale resultater af fejlagtige antagelser af, at stedet var Cape Race, der ligger lidt længere mod nordøst. Når søfolk i tåget vejr, der er karakteristisk for området, så forbjerget og troede, det var Cape Race, sejlede de mod nord for at nå havnen ved Cape Race, men ramte i stedet klipper, der var svære at se, hvilket ofte førte til forlis.

## Historie
Fossilterranet på Mistaken Point kaldes Avalonia, hvoraf resten findes i det vestlige Europa. Det blev dannet i det tidlige kambrium, da Pannotia rev sig løs fra Gondwana (det nuværende Sydamerika, Afrika, Antarktis og Australien).
De første fossiler, der blev fundet i området, var Fractofusus misrai, der blev fundet i 1967 af en indiske geologistuderende fra Memorial University of Newfoundland, S.B. Misra, efter hvem fossilet blev opkaldt.